# Andreas Strunski
Andreas Strunski (* 12. Oktober 1992 in Simferopol, Ukraine) ist ein deutscher Schachspieler.

## Leben
Die Familie zog im Jahr 2000 nach Deutschland. Sein erster Schachverein in Deutschland waren die Stuttgarter Schachfreunde, für die er seit 2001 an Mannschaftskämpfen teilnimmt, zuerst in der 7. Mannschaft in der Kreisklasse, in der folgenden Saison in der 5. Mannschaft und seit 2007 in der 1. Mannschaft, mit der er in der 2. Bundesliga Süd und der Oberliga Württemberg spielte. Sein erster Trainer im Verein war Valery Bronznik.

## Erfolge

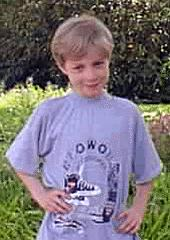
Andreas Strunski, Stuttgart 2001

2001 wurde er im Alter von acht Jahren mit einem Punkt Vorsprung U10-Meister des Schachverbands Württemberg. Bei der Internationalen Stuttgarter Stadtmeisterschaft 2001, die in Ditzingen ausgetragen wurde, war er mit acht Jahren der jüngste Teilnehmer. Er spielte im B-Turnier und holte drei Punkte aus sieben Partien. Bei der deutschen U10-Meisterschaft 2002 in Winterberg belegte er den 2. Platz. Den dritten Platz erreichte er bei der U16-Meisterschaft 2008 in Willingen (Upland). Ein Jahr später wurde er in Willingen Dritter bei der deutschen U18-Meisterschaft. Im selben Jahr gewann er mit der Jugendauswahl Württembergs die deutsche Ländermeisterschaft.
Obwohl er die ukrainische Staatsangehörigkeit hat, war er 2011 Mitglied des C-Kaders des Deutschen Schachbundes.
Seit Juli 2010 trägt er den Titel Internationaler Meister. Bis Februar 2011 war er damit der jüngste Internationale Meister des Deutschen Schachbunds, bis er von Patrick Zelbel abgelöst wurde. Die Normen für seinen IM-Titel erzielte er in der A-Gruppe des 11. Open Internacional de Sants in Barcelona im August 2009, beim 26. Open in Cappelle-la-Grande im Februar 2010, sowie bei der 81. Deutschen Schacheinzelmeisterschaft in Bad Liebenzell im März 2010, bei der er mit 5,5 Punkten aus 9 Partien die Norm um einen halben Punkt übererfüllte und an Rang 18 gesetzt einen geteilten siebten Platz belegte.